# Бельськ-Дужий (гміна)
Бельськ-Дужий (гміна) (пол. Gmina Belsk Duży) — сільська гміна у центральній Польщі. Належить до Груєцького повіту Мазовецького воєводства.
Станом на 31 грудня 2011 у гміні проживало 6673 особи.

## Площа
Згідно з даними за 2007 рік площа гміни становила 107.84 км², у тому числі:
- орні землі: 84.00%
- ліси: 10.00%

Таким чином, площа гміни становить 7.80% площі повіту.

## Населення
Станом на 31 грудня 2011:
| Опис     | Загалом | Загалом | Чоловіки | Чоловіки | Жінки | Жінки |
| -------- | ------- | ------- | -------- | -------- | ----- | ----- |
| одиниця  | осіб    | %       | осіб     | %        | осіб  | %     |
| все      | 6673    | 100     | 3270     | 49.00    | 3403  | 51.00 |
| міське   | 0       | 100     | 0        |          | 0     |       |
| сільське | 6673    | 100     | 3270     | 49.00    | 3403  | 51.00 |

## Сусідні гміни
Гміна Бельськ-Дужи межує з такими гмінами: Блендув, Ґощин, Ґруєць, Моґельниця, Пневи, Ясенець.